# 別保公園
別保公園（べっぽこうえん）は、北海道釧路郡釧路町にある公園。

## 概要
自然を生かしたレクリエーションの広場となっているほか、釧路町地産地消センター ロ・バザールには地元の魚介類や野菜をはじめ、釧路管内の地場商品を販売する物販棟と地元食材を提供しているレストラン棟がある。
公園内には600本を超えるサクラがあり、5月下旬に開催する『桜まつり』は日本一遅い桜まつりとなっている。

## 施設
ツリーハウス
野外ステージを併設した管理棟。
釧路町地産地消センター（ロ・バザール）
2013年（平成25年）、それまでの別保コミュニティマーケットに飲食ゾーンを増築してオープン。
イベント広場
花木園
コンセルリンク広場
親水広場
冒険広場
パークゴルフ場
バーベキュー広場

## 参考資料
- “釧路町都市公園等に関する条例”. 釧路町例規類集.  釧路町. 2015年12月21日閲覧。
- “釧路町都市公園等に関する条例施行規則”. 釧路町例規類集.   釧路町. 2015年12月21日閲覧。
- “釧路町地産地消センター条例”. 釧路町例規類集.   釧路町. 2015年12月21日閲覧。
- “釧路町地産地消センター条例施行規則”. 釧路町例規類集.   釧路町. 2015年12月21日閲覧。